# رسم تخطيطي

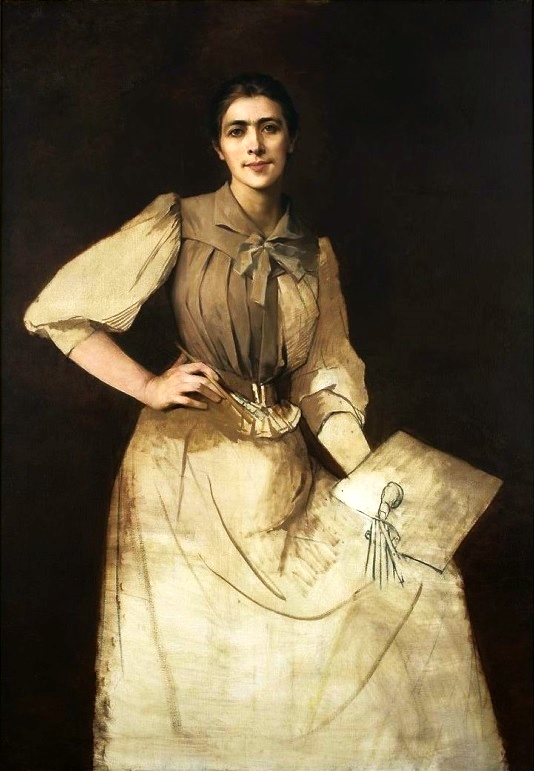
Anna Bilińska-Bohdanowicz ، صورة ذاتية ، 1892 ، المتحف الوطني في وارسو. صورة لم تنته تظهر الرسم التخطيطي.

الرسم التخطيطي عبارة عن رسم تحضيري يتم إجراؤه على أساس اللوحة قبل طلاؤها، على سبيل المثال، طبقة أولية من الطلاء أو طبقة أساس لونية. استخدم رسامو القرن الخامس عشر الرسم التخطيطي على نطاق واسع مثل يان فان إيك وروجير فان در فايدن. هؤلاء الفنانين «رسموا تخطيطيًا» بفرشاة، وذلك باستخدام فقس البيض للتظليل، وباستخدام طلاء أسود مائي، قبل الرسم والتلوين النهائي بالزيت. يصف سينينو سينيني (على الأرجح في القرن الرابع عشر) نوعًا مختلفًا من التعتيم، المصنوع من درجات متدرجة بدلاً من التظليل، لتطبيق طريقة تمبرا.
في بعض الحالات، يمكن أن يظهر الرسم التخطيطي بوضوح باستخدام انعكاس الأشعة تحت الحمراء لأن أصباغ الكربون السوداء تمتص الأشعة تحت الحمراء، في حين أن الأصباغ غير الشفافة مثل الرصاص تظهر بيضاء شفافة مع ضوء الأشعة تحت الحمراء. يكشف الرسم التخطيطي في العديد من الأعمال، على سبيل المثال، لوحة البشارة (فان إيك، واشنطن) أو صورة أرنولفيني. إن الفنانين قاموا بتغييرات، في بعض الأحيان تغييرات جذرية مثل لوحة بنتمنتو، على رسماتهم.